# Tlaltecuáhuitl
Tlaltecuáhuitl är en ort i Mexiko.   Den ligger i kommunen Cuernavaca och delstaten Morelos, i den sydöstra delen av landet, 50 km söder om huvudstaden Mexico City. Tlaltecuáhuitl ligger 1 670 meter över havet och antalet invånare är 129.
Terrängen runt Tlaltecuáhuitl är kuperad åt sydväst, men åt nordost är den bergig. Terrängen runt Tlaltecuáhuitl sluttar söderut. Runt Tlaltecuáhuitl är det mycket tätbefolkat, med 1 463 invånare per kvadratkilometer. Närmaste större samhälle är Cuernavaca, 5,3 km sydväst om Tlaltecuáhuitl. I omgivningarna runt Tlaltecuáhuitl växer huvudsakligen savannskog.